# جلال (نام کوچک)
جلال نام کوچک افراد زیر است:
```
جلال آل احمد
‌جلال طالبانی
```

جلال اکرامی
جلال خالقی مطلق
جلال آتیک
جلال ریاحی
جلال شیخی
جلال مولانی
جلال نوروزی
جلال اکبری
جلال فراهانی
جلال صمدی
جلال شریعتی
جلال معتمد
جلال عباسی
جلال سلیمانی
جلال فتحی
جلال هاشمی
جلال نوری
جلال ناصریپ
این فهرست شامل برخی از افراد با نام جلال در حوزه‌های مختلف مانند ادبیات، سیاست، هنر، و علم است. برخی از این افراد دارای شهرت ملی و بین‌المللی هستند، در حالی که دیگران ممکن است در سطح محلی یا منطقه‌ای شناخته شده باشند. نام جلال به دلیل معنای زیبای آن که به "جلال" و "بزرگی" اشاره دارد، در فرهنگ‌های مختلف مورد استفاده قرار گرفته و به افراد مختلفی در زمینه‌های گوناگون تعلق یافته است.